# Detransition
Detransition förstås vanligen som den process när en person som genomgått transition återgår till sitt vid födseln registrerade kön. Termen används ibland även som samlande term för både detransition, omtransition och retransition. Vissa individer detransitionerar tillfälligt och andra gör det permanent. Alla former av detransition kan bestå av en social, medicinsk och/eller juridisk process.
Den som genomgår en detransition kan återgå till att identifiera sig med sitt vid födseln registrerade kön men det förekommer också att personen återgår till sin gamla könsroll, och/eller genomgår behandling för att förmå kroppen att mer likna det kön personen registrerades som vid födseln, utan att för den skull tvivla på att könsidentiteten inte stämmer med det ursprungligen registrerade könet.
Detransition kopplas ofta ihop med ånger, men ånger behöver inte vara en del av processen. Forskningen har ingen entydig bild av hur vanligt det är att någon detransitionerar, även om det är sällsynt. Orsakerna till detransition varierar, men en del forskning talar för att de vanligaste orsakerna är yttre, social påverkan.
Inom politik och populärkultur är detransition ett kontroversiellt ämne. Det har förekommit att organisationer och individer har använt detransitionsberättelser för att driva på antitrans-agendor och dito lagstiftning.

## Terminologi
Detransition är när personen genomgår en ytterligare transition där hen återgår till sitt vid födseln registrerade kön. Det finns ingen entydig definition av begreppet.
Vissa avser enbart situationen när någon efter könsbekräftande behandling både återidentifierar sig med sitt vid födseln fastställda kön, genomgår behandling för att återställa kroppen och återgår till sin gamla sociala könsroll. Ofta förutsätts då personen känna ånger, även om ånger inte behöver ingå i upplevelsen.
Andra avser personer som söker vård för att låta kroppen återgå till det ursprungliga könet, oavsett om personen återidentifierar sig med sitt vid födseln fastställda kön eller inte och oavsett om denne avser att återgå i sin gamla könsroll eller inte. 
Åter andra innefattar även  de som detransitionerar under en period, för att exempelvis kunna bli gravida och föda barn och de som detransitionerar utan att det är ett eget val, till exempel för att de saknar tillgång till könsbekräftande vård. En del låter begreppet omfatta även de som detransitionerar innan de har hunnit erhålla någon typ av behandling. Det är inte alltid tydligt hur en avsändare definierar begreppet.

### Närliggande begrepp
När en person går vidare i sin process genom en ytterligare transition till ett annat kön än det vid födseln registrerade kallas det omtransition.  
Processen att efter en detransition genomgå en förnyad transition kallas ibland retransition. Båda situationerna kan också ibland benämnas detransition, eftersom det saknas enhetlig begreppsanvändning inom området.

## Ånger
Detransition kopplas ofta ihop med ånger, även om ånger inte nödvändigtvis är en del av processen. Detransition och ånger är olika fenomen som kan men  inte behöver överlappa varandra. 

Studier visar att ånger efter könskonträra behandlingar, särskilt kirurgiska ingrepp, är ovanligt och förekommer hos mellan 0% och 4% av de som genomgått dessa behandlingar. När det gäller detransition generellt varierar siffrorna mellan studierna i intervallet 1% och 13%, beroende på population och definition av detransition. Orsakerna till detransition är ofta komplexa och inkluderar både sociala och medicinska faktorer, varav ånger är en möjlig men inte nödvändig del av processen.

## Frivillig detransition
En frivillig detransition inleds av interpersonella orsaker. Det kan handla om en vilja att bevara fertiliteten, en förändrad politisk uppfattning eller förändrad uppfattning om ens könsidentitet eller sexualitet, Personen kan upphöra med sin hormonterapi för att de kroppsliga förändringar hen ville uppnå är uppnådda och ytterligare förändringar är inte önskade. Det kan också handla om att personen kom fram till att en transition inte var lösningen på de problem hen upplevde, utan att för den skull känna ånger. Det kan handla om en skiftande könsidentitet där det som då var eller upplevdes som sant kring könsidentiteten inte längre stämmer.
En frivillig detransition kan vara permanent men behöver inte vara det. Ickebinära transpersoner kan välja att kliva av och på hormonterapi utifrån behov,  andra kan välja att tillfälligt kliva av hormonterapi för att återfå fertiliteten och kunna bli gravida eller bidra med spermier till en graviditet.

## Påtvingad detransition
En del forskning talar för att påtvingad detransition på grund av yttre faktorer är den vanligaste formen av detransition. Påtvingad detransition och detransition som sker på grund av desperation beror på yttre orsaker. Vanligt förekommande sociala faktorer är bland annat yttre påverkan från partner  eller föräldrar som transpersonen är beroende av eller upplever att den måste lyda.  Ett behov av att resa hem och vårda släktingar som inte skulle acceptera transitionen förekommer också som skäl till detransition. Det kan även handla om att förlusten av socialt stöd från viktiga personer (familj, kyrka) blev för svår eller att transitionen överlag upplevdes som för svår. Förlusten av socialt stöd från viktiga personer så som familj eller religiösa grupper kan upplevs som för svår. Andra sociala skäl kan vara ett behov att återvända till en miljö där transitionen inte skulle accepteras. Ett praktiskt sådant exempel kan vara att äldre personer upplever tvång att detransitionera för att de vet att de kommer vara beroende av andra för omsorg och uppfattar att den omsorgen inte kommer ges om de inte detransitionerar.
Diskriminering och trakasserier uppges också som skäl till detransition. Det förekommer också att personer detransitionerar på grund av påverkan från anti-transrörelsen. Diskriminering anknyter till ekonomiska skäl, där svårighet att skaffa eller behålla en anställning eller annan påverkan på möjligheten att försörja sig själv efter transition kan leda till yttre påverkan. Till ekonomiska skäl kan även svårigheter att betala för fortsatt hormonterapi eller kirurgi kan räknas.
Andra yttre faktorer som kan påverka beslutet att detransitionera är medicinska orsaker. Det kan handla om oro för den fysiska eller psykiska hälsan, smärta eller komplikationer efter kirurgi eller att upplevelsen av att transitionen överlag var allt för svår att genomgå. Det finns också svårigheter att erhålla könsbekräftande vård, till exempel för att behandlingen inte erbjuds, för att det saknas tillgång till könsbekräftande vård inom rimliga avstånd eller för att personen är intagen på anstalt. 
Personer som av yttre skäl känt sig mer eller mindre tvingade att detransitionera kan välja att påbörja en transition igen för att leva som sitt självidentifierade kön om de yttre faktorerna försvinner.

## Debatt
Inom politik och populärkultur är detransition ett kontroversiellt ämne. Olika sidor i debatten om detransition har berättat om trakasserier från andra individer. Vissa organisationer med anknytning till omvändelseterapi har använt detransitionsberättelser för att driva på antitrans-agendor och lagstiftning. Det har också  förekommit att anti-transaktivister har använt berättelser om detransition för att misskreditera transrörelsen i feminismens namn. En del av de vars berättelser har utnyttjats av anti-transorganisationer och transexkluderande feminister har senare retransitionerat och kritiserat de som utnyttjat dem.  Vissa som detransitionerat rapporterar att de saknar stöd från sina tidigare HBT-vänner och familj.